# Stefan Åkerlind
Lars Stefan Åkerlind, född 5 december 1962 i Skutskärs församling i Uppsala län, är en svensk tidigare bandyspelare, en av de mest framgångsrika spelarna genom tiderna i det svenska bandylaget Sandvikens AIK.
2005 tog han, tillsammans med Joakim Forslund, över tränarrollen efter gamle lagkamraten Anders Jacobsson som avgått efter att ha blivit utsedd till ny förbundskapten för Sveriges herrlandslag i bandy.
Tidigare har Åkerlind coachat Broberg/Söderhamn tillsammans med Peter Isaksson.